# Владимир Мусаков
Вижте пояснителната страница за други личности с името Владимир Мусаков.
Владимир Петров Мусаков е български писател и драматург.

## Биография
Роден е на 25 октомври 1887 година в София. През 1912 година завършва право и финанси в Москва. Сътрудничи на вестниците „Балканска трибуна“ и „Ден“ и списанията „Листопад“, „Родно изкуство“, „Светлина“, „Факел“. Автор на пиеса „Далила“, играна в София 1921 г. и на белетристичната книга „Кървави петна“ 1943 (посмъртно). Пише драми с библейски сюжети, разкази и приказки. Брат на скулптора Атанас Мусаков.
Умира от тетанус на 29 септември 1916 г. във военната болница в Алфатар по време на Първата световна война, след като е тежко ранен в бой в Южна Добруджа.